# وست باکلند
وست باکلند (به انگلیسی: West Buckland) یک روستا و محله مدنی در بریتانیا است که در تاونتون دین واقع شده‌است. وست باکلند ۱٬۱۸۹ نفر جمعیت دارد.